# Dicnemon seriatum
Dicnemon seriatum là một loài rêu trong họ Dicnemonaceae. Loài này được Broth. & Paris B.H. Allen mô tả khoa học đầu tiên năm 1987.